# Lindschöld
Lindschöld är en adlig (nr ?) och grevlig (nr 32) ätt. Ätten grundades när Erik Lindeman 1669 adlades till Lindschöld. Den adliga ätten dog ut 1687 och den grevliga 1709.

## Fotnoter
1. ↑  Nationalencyklopedin, på internet, 18 mars 2009, uppslagsord: Erik Lindschöld